# مسابقات قهرمانی فوتبال جنوب آسیا
مسابقات قهرمانی فوتبال جنوب آسیا (به انگلیسی: SAFF Championship) یک رویداد منطقه‌ای فوتبال است که در منطقه جنوب آسیا بین تیم‌های ملی فوتبال مردان عضو فدراسیون فوتبال جنوب آسیا برگزار می‌شود.